# Raoul de Houdenc
Œuvres principales
- Méraugis de Portlesguez (fin du XIIe siècle ou début du XIIIe siècle)
- Le Songe d'Enfer (vers 1214-1225)
- La Voie de Paradis
- Roman des Eles (début du XIIIe siècle)
- La Vengeance Raguidel (XIIIe siècle)
- Li dis Raoul de Hosdaing (début du XIIIe siècle ?)

Raoul de Houdenc ou de Houdan (né vers 1165-1170, mort vers 1230), est un poète et trouvère français.

## Biographie
Son nom indique un lieu de naissance, mais il reste incertain et on peut encore hésiter aujourd'hui entre Hodenc-en-Bray  et Hodenc-l'Evêque dans l'Oise, Houdain dans le Pas-de-Calais et Houdain-lez-Bavay dans le Nord.  Philéas Lebesgue pense qu'il s'agit de Hodenc-en-Bray en raison « des formes beauvaisines d'expression » qui peuvent apparaître dans son œuvre. Il apparaît donc Picard, mais on ne sait pas grand-chose de sa vie ; il a été suggéré qu'il était moine, ou jongleur, mais il semble qu'il avait la charge de l'administration d'un petit domaine. Il se consacra en tout cas à la poésie.

## Œuvres
Parmi ses œuvres les plus connues se trouve le roman arthurien en vers, Méraugis de Portlesguez (nom qui vient vraisemblablement de « Lesguez », le port de Saint Brieuc). Ce texte est en partie parodique.
Il est surtout l'auteur du célèbre Songe d'Enfer, voyage allégorique chez Lucifer et de sa suite logique La Voie de Paradis. Près d'un siècle avant La Divine Comédie de Dante, Le Songe d'Enfer et La Voie de Paradis représentent les premiers grands poèmes d'un voyage en enfer et au paradis. Il est l'auteur du Roman des Eles de Courtoisie ou Roman des Ailes. On lui prête également, avec quelques doutes néanmoins, la paternité de La Vengeance Raguidel.

## Publications

### Éditions et traductions
- Raoul de Houdenc, Le Songe d'Enfer, suivi de La Voie de Paradis : poèmes du XIIIe siècle précédés d'une notice historique et critique par Philéas Lebesgue, Paris, éd. Sansot, 1908, 235 p.
- Raoul de Houdenc, Meraugis de Portlesguez : roman arthurien du XIIIe siècle, publié d'après le manuscrit de la Bibliothèque du Vatican, éd. M. Szkilnik, Paris, 2004.
- Raoul de Houdenc, La Vengeance Raguidel, Édition critique par Gilles Roussineau, Coll. textes littéraires français, 561, Genève, Librairie Droz, 2006, 493p.

### Études
- Sébastien Douchet (dir.), Raoul de Houdenc et les routes noveles de la fiction (1200-1235), coll. "Senefiance", Aix-en-Provence, Université de Provence, 2019, 214 p.,  (ISBN 979-1032001868).
- Danielle Régnier-Bohler, La Légende Arthurienne - le Graal et la Table Ronde, Paris, 1989, Robert Laffont, « coll. Bouquins »,  (ISBN 2-221-05259-5)
- François Beauvy, La Littérature de l'Oise en langue picarde du XIIe siècle à nos jours, Amiens, éd. Encrage, 2005, p. 27-32.